# Михайловский, Николай Карпович
Николай Карпович Михайловский (укр. Микола Карпович Михайловський; 25 февраля 1919, село Белогородка, Деревская земля, Украинская Народная Республика — 4 июня 1989, Киев, Украинская ССР, СССР) — советский украинский учёный-правовед, специалист в области международного права. Доктор юридических наук (1975), старший научный сотрудник (1957). Участник Великой Отечественной войны, участник обороны Киева 1941 года. В 1944 году был судьёй в Киевском облсуде. С 1949 года работал в Секторе (с 1969 года — Институте) государства и права АН Украинской ССР, где был учёным секретарём (1957—1962), старшим научным сотрудником (1962—1986) и ведущим научным сотрудником-консультантом (1986—1989). Одновременно, с 1960 по 1987 год преподавал в Киевском государственном университете имени Т. Г. Шевченко.

## Биография
Николай Михайловский родился 25 февраля 1919 года в селе Белогородка (ныне Бучанский район Киевской области Украины). Его родителями были крестьяне. В 1937 году окончил среднюю школу в родном селе. Затем в том же году поступил на юридический факультет Киевского государственного университета имени Т. Г. Шевченко. В 1941 году окончил вуз с отличием и был распределён работать в Народный комиссариат юстиции. Однако из-за начала Великой Отечественной войны он так и не смог начать работать в ведомстве. В первые же дни войны он вступил в Красную армию и был отправлен на фронт. Служил в стрелковой дивизии в должности заместителя политрука роты. Участвовал в обороне Киева 1941 года, во время которой, 15 сентября, получил тяжкое ранение. В 1985 году как фронтовик награждён Орденом Отечественной войны II степени.
После полученного ранения Михайловский лечился в госпиталях. В мае 1942 года он был уволен в запас. В октябре того же года Николай Карпович был эвакуирован в Самарканд Узбекской ССР, где до июля 1944 года работал юрисконсультом в местной кооперации инвалидов. В 1944 году, после того как в начале ноября 1943 года Красная армия освободила Киев, Михайловский переехал туда, где почти сразу же стал судьёй в Киевском областном суде. В ноябре того же года Николай Михайловский начал получать второе высшее образование — поступил на только что созданный факультет международных отношений Киевского государственного университета имени Т. Г. Шевченко. 
В 1949 году он окончил этот факультет с отличием. В том же году в составе Академии наук Украинской ССР был создан Сектор государства и права, в котором первоначально работали семь человек: заведующий В. М. Корецкий, учёный секретарь Б. М. Бабий и четыре младших научных сотрудника —  Ц. В. Бычкова, М. П. Диденко, Н. К. Михайловский Л. Л. Потарикина и Е. А. Тихонова. Михайловский начал работать в этом учреждении в июле 1949 года по личному приглашению академика Владимира Корецкого.
В декабре 1952 года Николай Карпович в Киевском государственном университете защитил диссертацию на соискание учёной степени кандидата юридических наук. Данная работа была посвящена роли международного арбитража в мирном разрешении международных споров. В 1957 году ему было присвоено учёное звание старшего научного сотрудника и в том же году он был повышен в должности до учёного секретаря Сектора государства и права. Проработав на этой должности пять лет был назначен на должность старшего научного сотрудника в отделе проблем международно-правовой деятельности Украинской ССР и сравнительного правоведения. С 1960 и по 1987 год совмещал работу в секторе с преподаванием в Киевском государственном университете им. Т. Г. Шевченко, сначала на юридическом факультете, а с 1965 года — на факультете международных отношений и международного права. В тот же период также стал заместителем на общественных началах заведующего отделом международного права и сравнительного правоведения Сектора. Эту должность занимал академик Корецкий, который помимо научной работы в секторы часто отправлялся в длительные зарубежные командировки, а с 1961 по 1971 был судьёй в Международном суде ООН. В связи с этим Михайловский часто самостоятельно исполнял обязанности заведующего отделом. В 1967 году стал ответственным редактором для первого выпуска сборника научных трудов «Очерки государственно-политического развития африканских стран (Алжир, Мали, Гвинея, Камерун)».
В 1973 году на объединённом заседании Института философии и Института государства и права Академии наук Украинской ССР Н .К. Михайловский защитил диссертацию на соискание степени доктора юридических наук по теме «Организация Африканского Единства (международно-правовые проблемы)». В основу работы была положена изданная годом ранее его одноимённая монография. Докторская степень была присвоена Николаю Карповичу в 1975 году. Помимо научной Михайловский продолжал заниматься общественной деятельностью. Он участвовал в написании материалов, которые позже использовались дипломатами — представителями Украинской ССР, в том числе и во время работы в рамках ООН.
Он участвовал в написании более чем семидесяти статей для многотомного издания «Украинская советская энциклопедия», а в 1985 году вместе со своим коллегой Борисом Бабием составил 1-й том «Русско-украинского словаря юридической терминологии», который продолжал оставаться актуальным спустя три с половиной десятилетия после издания. В апреле 1986 года Михайловский вышел на пенсию и оставил должность старшего научного сотрудника, но продолжил работать в Институте государства и права в качестве ведущего научного сотрудника-консультанта. В этой должносте он продолжал оставаться несмотря на то, что страдал от тяжёлого заболевания, от которого и скончался 4 июня 1989 года в Киеве.

## Научные интересы и публикации
Будучи специалистом в международном праве Николай Михайловский уделял особое внимание изучению международного арбитража, международно-правовых проблем деколонизации, правосубъектности Украинской ССР в контексте международного права, а также Организации африканского единства. В круг его научно-исследовательских интересов входили такие вопросы, как: мирное урегулирование международных споров, роль развивающихся стран на общемировой прогресс, место социалистических стран в отстаивании демократических норм и принципов международного права, международно-правовое сотрудничество Украинской ССР в области защиты прав и свобод человека, правовой статус Антарктики, проблемы ликвидации мандата Лиги Наций в странах Юго-Западной Африки. 
Среди работ автором или соавтором, которых был Н. К. Михайловский основными считаются:
- Борьба трудящихся капиталистических стран за демократические права и свободы (1954);
- Европейская безопасность и её значение для общего мира (1957);
- Организация Объединённых Наций и не самоуправляемые территории (1957)
- Украинская ССР в международных отношениях (один из составителей сборника; 1959 и 1966);
- Международный арбитраж (1963);
- Участие Украинской ССР в международных межправительственных организациях (соавтор; 1966);
- Украинская ССР на международной арене (1966);
- Международная правосубъектность УССР (1967);
- В международном суде (вступительная часть к статье «Особое мнение судьи В. М. Корецкого») (1968);
- Организация африканского единства: международно правовые проблемы (1972);
- Внешнеполитическая и международно-правовая деятельность УССР (1976);
- Права человека и современный мир (соавтор и ответственный редактор; 1980);
- Охрана морской среды (правовые и экономические аспекты) (1984);
- Русско-украинский словарь юридической терминологии (соавтор; 1985);
- История государства и права Украины: в двух томах (участвовал в подготовлении материалов; 1987).

## Личность
Доктор юридических наук Владимир Денисов характеризовал Михайловского как высокоинтеллигентного и чувственного человека. Он также отмечал, что Николай Карпович уважительно относился к людям, поддерживал, в том числе и не навязчивыми советами, начинающих учёных. Кроме того, Денисов называл Николая Михайловского одним из самых достойных представителей украинской научной школы международного права.